# روبرت فرنسيس جويس
روبرت فرنسيس جويس (بالإنجليزية: Robert Francis Joyce)‏ هو قسيس أمريكي، ولد في 7 أكتوبر 1896 في بروكتور في الولايات المتحدة، وتوفي في 2 سبتمبر 1990 في برلينغتون في الولايات المتحدة.